# Jornal O MINHO
O MINHO é um jornal regional generalista online e independente, líder em leitores e seguidores nas redes sociais, apontado como “case study” na sua categoria.[carece de fontes?] Terminou os dois últimos anos no top-10 dos órgãos de comunicação social (incluindo televisões) mais partilhados nas redes sociais em Portugal.

## Histórico
Foi lançado a 21 de maio de 2015, com o lema “porque o Minho já merecia um jornal assim”, em alusão ao facto da região do Minho ser das mais dinâmicas do país, destacando-se pela sua Indústria, Turismo, Ensino Superior, Desporto e Património Histórico e Natural, e onde residem mais de um milhão de habitantes, na soma de 24 concelhos, que formam os distritos de Braga e Viana do Castelo.
Resultou de uma parceria entre a PDG5 Media, empresa de consultoria de marketing digital, e o “Alto Minho”, jornal impresso de maior tiragem no distrito de Viana do Castelo. Desde o final de 2016, o jornal é apenas propriedade da PDG5 Media, que passou a operar apenas como empresa jornalística.
Tem uma redação com cinco jornalistas a tempo inteiro e vários correspondentes,  que também colaboram com os maiores jornais nacionais. É subscritor dos serviços da agência Lusa para os distritos de Braga e de Viana do Castelo e para um conjunto de 40 notícias generalistas, diárias, de âmbito nacional. Está registado na Entidade Reguladora para a Comunicação Social (ERC).